# Estadi dels Màrtirs de la Pentecosta
L'Estadi dels Màrtirs de la Pentecosta o Stade des Martyrs de la Pentecôte és un estadi esportiu de la ciutat de Kinshasa, a la República Democràtica del Congo.
Les obres de construcció van començar el 1988 i es van acabar el 1993. Entre 1994 i 1993 s'anomenà Estadi Kamanyola.
L'estadi és seu de la selecció nacional de la RD del Congo i dels clubs AS Vita Club i DC Motema Pembe i té una capacitat per a 80.000 espectadors.